# Paolo di Samosata
Paolo di Samosata (200 circa – 275 circa) fu vescovo di Antiochia di Siria dal 260 al 272 e un esponente della dottrina adozionista.

## Biografia
Contro le sue idee furono tenuti vari sinodi, probabilmente tre, tra il 264 ed il 268. Al primo di questi erano presenti Firmiliano di Cesarea, Gregorio Taumaturgo, suo fratello Atenodoro e molti altri. Per problemi di salute mancava Dionisio di Alessandria.
Paolo era un funzionario civile (Procurator ducenarius) protetto della regina Zenobia di Palmira. Era un uomo benestante e godeva di un certo seguito tra i vescovi vicini, che difendevano le dottrine che questi dichiarava ortodosse. Tanto bastò ai vescovi riuniti nel primo sinodo per giudicarlo innocente. In seguito, fu convocato un secondo sinodo che lo condannò e Paolo promise di rinunciare alla sua dottrina, ma non ottemperò alla promessa. Infine, fu convocato un terzo sinodo, prima del quale Firmiliano morì. L'attore principale di questo sinodo fu un presbitero di Antiochia, Malchione, che era uno stimato uomo di cultura e capo della scuola di letteratura greca di Antiochia. Nella sua disputa con Paolo, lo convinse della sua eresia e spinse per la sua deposizione. Tra le opere di Eusebio di Cesarea si conserva tuttora un frammento di una lettera di Malchione a Papa Dionisio, a Massimo di Alessandria ed a tutti i vescovi ed al clero del mondo conosciuto in cui si riportavano le fasi salienti della disputa.
La lettera accusava Paolo di aver acquisito grandi ricchezze con mezzi illeciti, di aver fatto costruire per sé un alto pulpito nella chiesa e di insultare coloro che non lo accondiscendevano o che non lo osannavano, e così via. Aveva provocato scandalo ammettendo delle donne a vivere nella sua casa ed aveva consentito lo stesso al suo clero. Tuttavia, Paolo non poté essere rimosso dalla sua sede finché l'imperatore Aureliano non prese possesso di Antiochia nel 272. Anche allora rifiutò di liberare la sede. Fu fatto, allora, un appello ad Aureliano e l'imperatore pagano, che in quel periodo era favorevole ai cristiani, decise (Eusebio, VII, 30, 19), che la sede avrebbe dovuto essere assegnata a chi fosse stato designato dalla sede di Roma - evidentemente era stato affermato di fronte a lui che la legittimità dipendeva dalla comunione con Roma, da garantire dopo un esame dal Papa e dal suo sinodo. Paolo fu scacciato con disonore dal potere civile. Della sua vita non si conosce altro.

## La dottrina
La sua dottrina era analoga a quella del monarchianismo dinamico di Teodoto e fu etichettato come seguace di Artemone. Possiamo semplificarla in questo modo: il Padre, il Figlio e lo Spirito Santo sono una singola persona (prosopon). Il Figlio (o Logos) e lo Spirito Santo (o Sophia) erano senza hypostasis, essendo soltanto la saggezza e la scienza di Dio: semplici attributi del Padre.
Il Figlio nacque prima di tutte le cose come Figlio (Logos prophorikos) senza la vergine; è senza forma definita e non può essere reso visibile agli uomini. Si manifestò nei Profeti, specialmente in Mosè ed ancor più in Gesù, che nacque per mezzo dello Spirito Santo da una vergine. Il Cristo, il Salvatore, era essenzialmente un uomo ispirato dallo Spirito Santo, in cui dimorava il Logos. Sforzandosi e soffrendo, Gesù ha debellato il peccato del nostro primo genitore e si è unito a Dio, essendo uno con lui nell'intenzione e nell'azione. Dio ha operato in lui per fare i miracoli, per dimostrarlo il Redentore ed il Salvatore della razza umana. Il battesimo di Cristo veniva considerato da Paolo come il momento della sua unione con il Logos. Infatti, se fosse stato dio per natura, Paolo arguiva, ci sarebbero stati due dei. Pertanto proibì tutti gli inni a Cristo ed attaccò apertamente le vecchie interpretazioni (alessandrine) delle Sacre Scritture. Paolo, in questo modo, teneva separate le due nature del Cristo: unite solo dalla volontà e dall'amore. Tuttavia questa definizione rischiava di cadere nel diteismo.

## Eredità culturale
Il partito di Paolo, comunque, non scomparve immediatamente, ma rimase attivo fino al IV secolo. Il Concilio di Nicea, infatti, dichiarò il battesimo conferito dai paulianisti non valido. C'è qualcosa, anche se non molto, dei suoi insegnamenti nei sistemi lucianisti ed ariani. Ma la loro cristologia era l'opposto della sua, che sarebbe riapparsa in forma modificata in Teodoro di Mopsuestia, Diodoro, Nestorio e persino in Teodoreto di Cirro, benché questi antiocheni posteriori rifiutassero decisamente l'imputazione di qualsiasi accordo con l'eretico Paolo.